# Choriolaus aegrotus
Choriolaus aegrotus là một loài bọ cánh cứng trong họ Cerambycidae.